# Suaire (textile)
Pour les articles homonymes, voir Suaire.

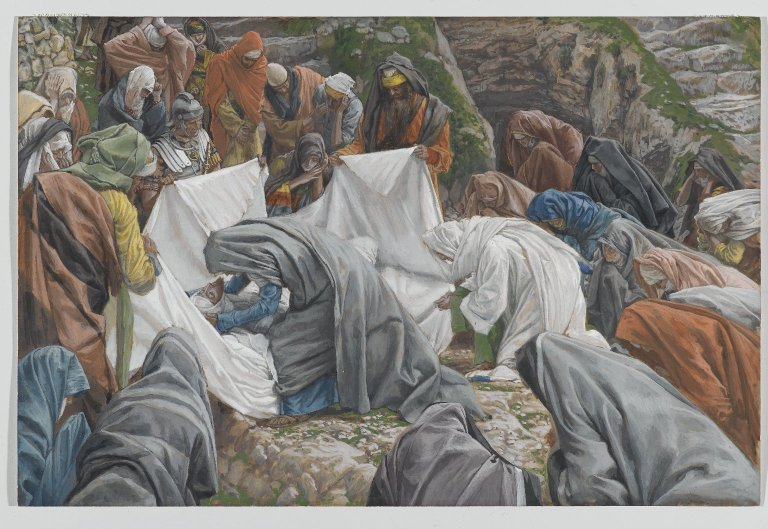
La Sainte Vierge baisant le visage de Jésus avant qu'il ne soit enveloppé dans les suaires.

Un suaire, également appelé linceul ou drap mortuaire, est une pièce de tissu s'apparentant à un drap dans laquelle on enveloppe un cadavre.
Il était autrefois traditionnellement fabriqué en toile de lin, d'où son nom linceul. Au Moyen Âge, les défunts sont inhumés cousus dans leur linceul, c'est-à-dire le drap de leur lit en lin ou en chanvre. Généralement de couleur blanche, il peut être confectionné en toile de qualité rouge pour les plus riches, voire en toile cirée ou en peau de cuir.
Le plus célèbre est le suaire de Turin, que certains identifient au Saint-Suaire, le tissu qui aurait enveloppé le corps du Christ et en aurait conservé l'empreinte.
On peut mentionner également celui tissé par Pénélope pour Laërte tandis qu'elle attend le retour d'Ulysse.

## Dénomination de l'étoffe
Dans l'Antiquité, le suaire (du latin sudarium, du grec soudarion, mouchoir pour essuyer la sueur du visage), désigne une serviette enveloppée autour de la tête du défunt, servant de mentonnière pour lui tenir la bouche fermée (44 Jn 11, 44), et non le linceul (tissu de lin, du latin  līnteolum « petite pièce de toile de lin », en grec sindôn), tissu en matière diverse (et pas uniquement en lin) recouvrant le corps entier. Ainsi parle-t-on de « suaire d'Oviedo » (ou « soudarion d'Oviedo ») pour évoquer le petit linge présenté comme relique dans cette ville. Selon certains tenants de l'authenticité, à l'instar du théologien catholique André-Marie Dubarle, le mot grec de soudarion utilisé dans l'Évangile selon Jean pourrait venir de l'araméen ou du syriaque « soudara ».
Les coutumes funéraires juives au Ier siècle sont, selon Hérodote et Tacite, d'origine égyptienne, le corps étant lié par des bandelettes comme une momie mais il ne s'agit probablement pas de bandelettes à l'égyptienne mais d'un linceul lié avec trois bandelettes (une aux pieds, une à hauteur des mains et une au cou). Ces coutumes sont selon l'Évangile de Nicodème d'origine inconnue, consistant à recouvrir le visage d'un suaire et envelopper le corps d'un linceul.
Les Évangiles synoptiques évoquent à plusieurs reprises l'usage du linceul (en grec sindôn, voir 45 Mc 15, 45, 53 Lc 23, 53) mais ne mentionnent jamais le suaire. 59 Mt 27, 59 précise autô sindoni katharà, traduit par erreur en « d'un linceul de lin » (traduction certainement influencée par le texte d'Hérodote qui parle de « bandelettes de lin fin ») alors que l'expression signifie « d'un linceul casher ». L'Évangile selon Jean fait référence quant à lui pour le corps de Lazare (44 Jn 11, 44), à des bandelettes (keiriais) liant le corps et un suaire (soudàrion) sur son visage. Pour 40 Jn 19, 40, le corps de Jésus est entouré ou lié par  des othonia, ce terme de grec biblique ayant le sens très large de « linges » et peut comprendre aussi bien le linceul que les bandelettes.
La confusion entre « suaire » et « linceul », probablement issue d'une mauvaise interprétation du terme soudarion de l'Évangile selon Jean, n'est pas nouvelle. Elle se retrouve par exemple au VIIe siècle dans le récit d'Arculfe où les mots sudarium et linteolum désignent le même linge. En latin ecclésiastique, le terme sudarium désignait une petite pièce de lin servant de mouchoir pour l'officiant, puis il ne servit plus qu'à désigner un insigne de la dignité ecclésiastique. Toutefois, dans l'ancien français, l'usage a produit une certaine confusion entre les termes « linceul » et « suaire ». Au XIIIe siècle, le mot « suaire » est employé pour parler du linge ayant enveloppé le corps du Christ.

## Galerie

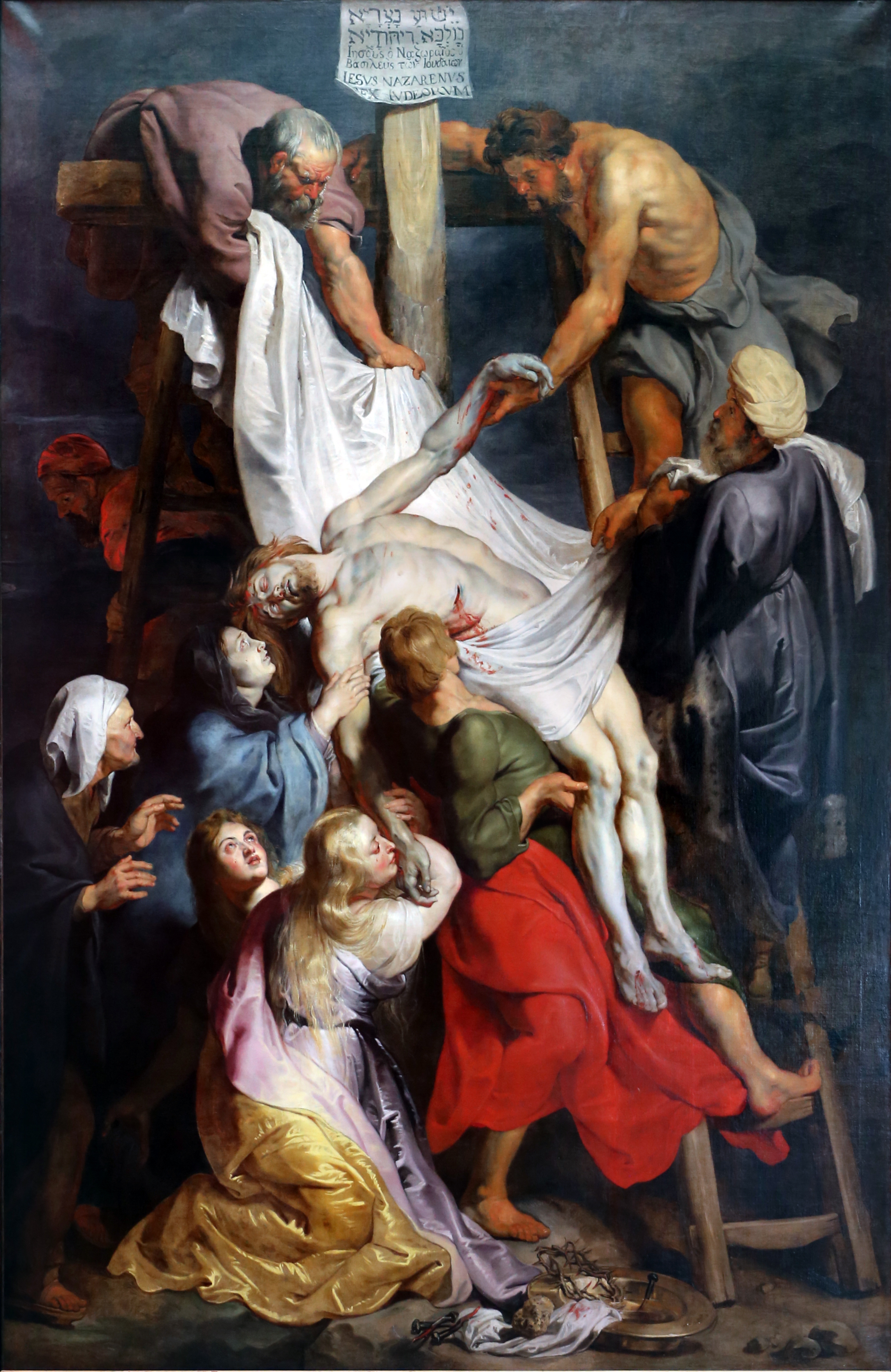
Descente de croix de Rubens (Lille).
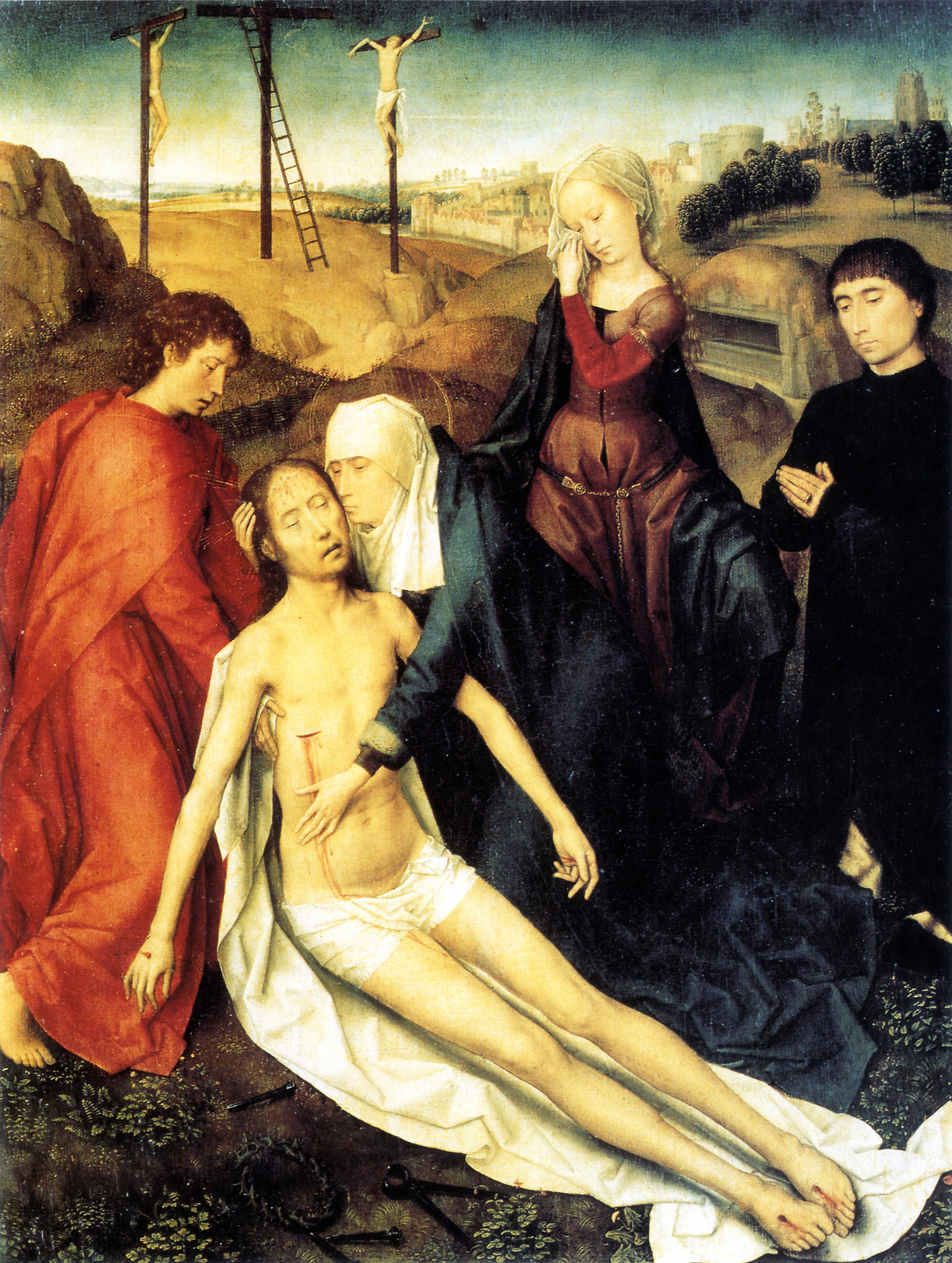
Déploration du Christ d'Hans Memling.